# Björn Pistauer
Björn Pistauer (* 5. Januar 1968 in Kiel) ist ein ehemaliger deutscher Fußballspieler.

## Karriere
Pistauer begann mit dem Fußballspielen in seiner Heimatstadt Gießen beim VfB. Als 15-Jährigen holte ihn Eintracht Frankfurt in die Jugendabteilung. Mit der A-Jugend der Eintracht spielte er am 12. Juli 1985 im Finale um die deutsche A-Jugendmeisterschaft gegen Bayer 04 Leverkusen. Im Mannheimer Rhein-Neckar-Stadion spielte er im Team von Trainer Klaus Gerster und Mittelfeldregisseur Andreas Möller. Pistauer gewann mit der Eintracht 4:2 und konnte so die Meisterschaft feiern. Durch seine Leistungen schaffte er den Sprung zu den Profis in die Bundesliga. Zwei Jahre zuvor gab er unter Trainer Berti Vogts sein Debüt bei mehreren Internationalen Turnieren der deutschen Fußballnationalmannschaft (U-18-Junioren) (Mitspieler waren u. a. Andreas Möller, Oliver Bierhoff, Jürgen Luginger). Größtes Turnier im damaligen Kalender war das Granatkin Turnier in Leningrad. In seiner ersten Spielzeit der Saison 1988/89 gab er sein Debüt beim 0:0 gegen Werder Bremen, es war der 15. Spieltag. Am folgenden Spieltag stand er wieder in der Startformation der Eintracht, das Spiel endete 6:0 für den Gegner Borussia Dortmund. Die Niederlage war gleichzeitig Pistauers letztes Spiel für die Eintracht in der Bundesliga. 1990 wechselte er zur SpVgg Bad Homburg. Mit Homburg trat er in der Oberliga Hessen an. In der Saison 1991/92 belegte Pistauer mit seinem Team den zweiten Platz in der Abschlusstabelle hinter Viktoria Aschaffenburg und war damit für die Endrunde um die deutsche Fußball-Amateurmeisterschaft 1992 qualifiziert. In der Endrunde schaffte Homburg den Sprung ins Finale, wo das Team auf Rot-Weiss Essen traf. Trotz zwei Führungen wurde das Spiel in der Verlängerung mit 2:3 verloren. Anschließend spielte er eine Spielzeit für Rot-Weiss Frankfurt und zwei Jahre für den SV Wiesbaden. Anfang 1995 kehrte Pistauer zu seinem Heimatverein VfB Gießen zurück, dessen Trikot er bis 2001 trug und in die Oberliga Hessen, mit dem damaligen Trainer Horst Heese und seinem Mitspieler Uwe Bein, 1996 aufstieg. Danach ließ er seine Karriere beim SC Waldgirmes und dem FSV Steinbach ausklingen.